# Vladimir Onishchenko
Volodymyr Ivanovych Onyshchenko (Stechanka, 28 de outubro de 1949) é um treinador e ex-futebolista soviético, que atuava como atacante.

## Carreira
Vladimir Onishchenko fez parte do elenco da Seleção Soviética de Futebol, da Euro de 1972.